# محمد الإبراهيمي
محمد الإبراهيمي (1976 -) ممثل أردني ولد في بلدة كتم في لواء بني عبيد في محافظة إربد.

## حياته
حصل على شهادة البكالوريوس من جامعة اليرموك قسم المسرح تمثيل وإخراج عام 2001،[بحاجة لمصدر] بدأ مشوارة الفني في منتصف التسعينات وكانت بدايته مع المسرح، فقدم مسرحيات منها: (بعد رحيل الشمس، الدب، والمهمش). شارك في عدد من المسلسلات التلفزيونية منها: (الطريق الوعر، عيون عليا، والقدس أولى القبلتين). أدى العديد من الأدوار في الدراما العربية عامة والدراما الأردنية خاصة، ابدع في مجال الاخراج والتمثيل وكتابة النصوص.

## أعماله

### المسرح
- مسرحية (ثورة الزنج) إخراج محمد قاسم البحر 1997
- مسرحية (الأيام السعيده) إخراج أحمد المغربي 1999
- مسرحية (كانك يا أبو زيد ما غزيت) إخراج د. مخلد الزيودي 2000
- مسرحية (الخادم الأخرس) إخراج صبا مبارك 1999
- مسرحية (حكي جرايد) إخراج رشيد ملحس 2001
- مسرحية (الأستاذ) إخراج باسم الدلقموني 1997
- مسرحية (ليلة زفاف اليكترا) إخراج محمد خير الرفاعي 1999
- مسرحية (الناي والنهر) إخراج سامر خضر 2002
- مسرحية (بعد رحيل الشمس) إخراج محمد خير الرفاعي1998
- مسرحية (مدرسة الأرامل) إخراج د. مخلد الزيود1999
- مسرحية (البيت) إخراج نبيل الخطيب 1999
- مسرحية (معروف الإسكافي) إخراج غنام غنام 2001
- مسرحية (تجليات ضياء الروح) إخراج غنام غنام 2001
- مسرحية (سعيد السعداء) إخراج محمد الأبراهيمي 2002
- مسرحية (جده للأكل) إخراج نرمين النعمان 2003
- مسرحية (سيدرا) إخراج عبد الكريم الجراح 2001
- مسرحية (العصاة) إخراج د.فراس الريموني 2002
- مسرحية (نور والبئر المسحور) إخراج علي الجراح.2004
- مسرحية (الزير سالم) إخراج حكيم حرب.2004
- مسرحية (الخروج إلى الداخل) إخراج محمد الإبراهيمي.2004
- مسرحية (نو جود) إخراج أحمد المغربي 2005
- مسرحية (حفله تنكريه) إخراج محمد الإبراهيمي 2006
- مسرحية (قاتل ومقتول) إخراج علي الجراح 2008
- مسرحية (شخصيات تبحث عن مؤلف) إخراج عبد الصمد بصول-2005
- مسرحية (سالومي) إخراج حسين نافع –1999
- مسرحية (الكراسي) إخراج د. علي شابو -2009
- مسرحية (الملك لير صوفياً) إخراج د. مجد القصص 2006
- مسرحية (أكلة لحوم البشر) إخراج علي الجراح 2010
- مسرحية (سفر مؤاب) إخراج د. مخلد الزيودي -2010
- مسرحية (قبعتان ورأس واحد) إخراج حسين نافع -2007
- مسرحية (بس بقرش) إخراج محمد الإبراهيمي -2011
- مسرحية (حلم ليلة ربيع عربي) إخراج علي شابو -2013
- مسرحية (إلى إشعار آخر) إخراج مخلد الزيودي 2012
- مسرحية (وبعدين) إخراج محمد الإبراهيمي -2014
- مسرحية (عطيل يعود) إخراج حسين نافع -2017

### التلفزيون
- مسلسل (سر النوار) إخراج فيصل الزعبي 1999
- مسلسل (ذي قار) إخراج باسل الخطيب 2000
- مسلسل (آخر الفرسان) إخراج نجدت انزور 2001
- مسلسل (إمرؤ القيس) إخراج خلف العنزي 2002
- مسلسل (الفرداوي) إخراج أحمد دعيبس 2003
- مسلسل (الحجاج) إخراج محمد عزيزيه 2003
- مسلسل (شهرزاد الحكاية الأخيره) إخراج شوقي الماجري 2005
- مسلسل (الطريق إلى كابل) إخراج محمد عزيزيه 2004
- مسلسل (سلطانه) إخراج إياد الخزوز 2005
- مسلسل (الطريق الوعر) إخراج شوقي المهاجري 2005
- مسلسل (سيف العدالة) إخراج سائد هواري 2005
- مسلسل (جرح الرمال) إخراج بسام المصري 2006
- مسلسل (راس غليص 1) إخراج أحمد دعيبس 2006
- مسلسل (المرابطون والأندلس) إخراج ناجي طعمه 2005
- مسلسل (دعاة على أبواب جهنم) إخراج شوقي الماجري 2005
- مسلسل (القدس) إخراج أحمد دعيبس 2006
- مسلسل (بلقيس ) إخراج باسل الخطيب 2009
- مسلسل (نمر بن عدوان) إخراج بسام المصري 2007
- مسلسل (أبو جعفر المنصور) إخراج شوقي الماجري 2008
- مسلسل (العنود) إخراج أحمد دعيبس 2009
- مسلسل (عيون عليا) غخراج حسن أبو شعيره 2008
- مسلسل (عطر النار) إخراج بسام المصري 2009
- مسلسل (جمر الغضى) إخراج حسن أبو شعيرة 2009
- مسلسل (عوده أبو تايه) إخراج بسام المصري 2008
- مسلسل (الاجتياح) إخراج شوقي الماجري 2007
- مسلسل (دفاتر الطوفان) إخراج موفق الصلاح 2010
- مسلسل (توم الغرة) إخراج بسام المصري 2012
- مسلسل (رأس غليص 2) إخراج شعلان الدباس 2008
- مسلسل (فور جيم) إخراج بسام المصري 2011
- مسلسل (ذيب السرايا) إخراج محمد الطواله 2013.
- مسلسل (المرقاب) إخراج بسام المصري 2010
- مسلسل (أخوة الدم) إخراج حسن أبو شعيره 2014
- مسلسل (وعد الغريب) إخراج حسين دعيبس 2015
- مسلسل (مالك بن الريب) إخراج محمد لطفي-2016
- مسلسل (سمرقند) إخراج اياد لخزوز -2016
- مسلسل (شوق)إخراج محمد لطفي 2017
- مسلسل (ذباح غليص) إخراج احمد دعيبس 2017
- مسلسل (ثار غليص) إخراج احمد دعيبس 2018
- مسلسل (المهلب بن ابي صفرة) إخراج محمد لطفي 2018
- مسلسل الحنين إلى الرمال 2021

### السينما
- فيلم (فروق متشابهه) إخراج محمد لطفي  2011
- فيلم (الطيور العارية) إخراج سلمان العواملة 2012
- فيلم (على مد البصر) إخراج أصيل منصور 2012
- فيلم (بلا ملامح) إخراج يزن الروسان 2013
- فيلم (المسيح ابن الإنسان) إخراج روبرت 2012
- فيلم (رضى) إخراج حمد نجم 2014
- فيلم (إسماعيل) إخراج نور 2011
- فيلم (السلم والحيوان) إخراج سيف الساحر 2013
- فيلم (حديقة الطيور) إخراج حمد نجم 2014
- فيلم (الواقع المرفوض) إخراج ساندرا قعوار 2015
- فيلم (حقبه ثقيله) إخراج فالح الفايز 2015
- فيلم (المختارون) إخراج علي مصطفى 2015

### الاخراج
- مسلسل الحجاج (مساعد مخرج).[2]

### تأليف
- مسلسل (فتنة) (2019)، سيناريو وحوار.[2]

## روابط خارجية
- محمد الإبراهيمي على موقع قاعدة بيانات الأفلام العربية

- مسرحية بس بقرش إخراج وتمثيل الفنان محمد الابراهيمي
- مسرحية الدخول إلى الخارج إخراج وتمثيل الفنان محمد الابراهيمي كاملة
- برنامج رؤية مبدع - محمد الابراهيمي
- برنامج بروترية -محمد الابراهيمي 2014
- شهادة حق كتابة الفنانة مارغو حداد 2018
- مسرحيات سوق عكاظ 2017